# Zogno
Zogno – miejscowość i gmina we Włoszech, w regionie Lombardia, w prowincji Bergamo.
Według danych na styczeń 2009 gminę zamieszkiwało 9080 osób przy gęstości zaludnienia 260,5 os./1 km².